# Platte streepschelp
De platte streepschelp (Musculus costulatus) is een tweekleppigensoort uit de familie van de Mytilidae. De wetenschappelijke naam van de soort werd in 1826 voor het eerst geldig gepubliceerd door Risso als Modiolus costulatus.

## Verspreiding
Het verspreidingsgebied van de platte streepschelp loopt van de noordoostelijke Atlantische Oceaan tot de Middellandse Zee en Noordwest-Afrika. De soort wordt gevonden op rotsachtige kusten, lagere kusten en ondiep sublitoraal.
Modiolus:
adriaticus · 
barbatus · 
modiolus · 
Musculus:
costulatus · 
discors · 
niger · 
subpictus

Mytilaster:
lineatus · 
minimus · 
Mytilus: 
†antiquorum · 
edulis · 
galloprovincialis · 
trossulus

Overig: 
†Arcoperna sericea · 
Crenella decussata · 
Dacrydium · 
Modiolula phaseolina · 
Perna woodi · 
†Rhomboidella prideauxi